# チャールズ・リットン・シニア
チャールズ・ヴィンセント・リットン・シニア（Charles Vincent Litton Sr.、1904年 – 1972年）は、後にシリコンバレーと称されるようになった地域出身のアメリカ合衆国の技術者、発明家。

## 経歴

### 生い立ち
チャールズ・ヴィンセント・リットンは、1904年3月13日に、カリフォルニア州サンフランシスコに生まれた。母はアリス・J・ヴィンセント (Alice J. Vincent)、父はチャールズ・A・リットン (Charles A. Litton) であった。少年時代の彼は、カリフォルニア州レッドウッドの両親の家で、無線技術の実験をしていた。
サンフランシスコのカリフォルニア機械技術学校（California School of Mechanical Arts：後のリック＝ウィルマーディング高等学校 Lick-Wilmerding High School）に学んで、スタンフォード大学へ進み、1924年に機械工学で、1925年には電気工学でA.B.をとった。

### 職歴
1920年代、彼は新たな技術や素材を用いた真空管の製作実験に取り組んだ。例えば、彼は最初の実用的な吹きガラス旋盤 (glass blowing lathe) を製作した。1925年から1927年までベル電話研究所で働いた後、1927年にカリフォルニアに帰郷した。
アマチュア無線家たちは、当時RCA、ウェスタン・エレクトリック、ゼネラル・エレクトリック、ウェスティングハウスから入手可能だったものよりも高性能な真空管を求めており、また、当時のサンフランシスコ・ベイエリアはアマチュア無線活動の初期の中心地で、合衆国におけるアマチュア無線局の10パーセントほどが集中していた。リットンは、アマチュア無線家たちのニーズに応えるために、アマチュア無線仲間のウィリアム・エイテル (William Eitel)、ジャック・マカラフ (Jack McCullough)とともに、ベイエリアに拠点を置く彼らの会社に参加した。そこでリットンは、信頼性の高い高品質の出力管量産を可能にするガラス旋盤技術を開発し、この技術により同社は戦時の契約を獲得した。エイテルとマカラフの会社、エイテル＝マカラフ社は、カリフォルニア州サンブルーノに本社を置き、アマチュア無線向けや航空機用無線機器向けの電力グリッド管を製造していた。
次いで彼はフェデラル・テレグラフ・カンパニーに移り、同社の真空管技術部門の責任者となった。後にテキサス・インスツルメンツを創業したセシル・ハワード・グリーンは、当時リットンの部下であった。世界恐慌の中で、フェデラルは買収されて、施設がニュージャージー州に移されたが、リットンはカリフォルニアに留まった。
1932年、リットンは自己資金でリットン・エンジニアリング・ラボラトリーズ (Litton Engineering Laboratories) を立ち上げ、両親が住んでいたレッドウッドシティの家の作業場で実験を続けた。彼は様々な、高度な技術に基づく特許を、65件取得した。こうした特許の中には、世間の耳目を引く訴訟になったものもあった。フレデリック・ターマンから依頼を受けたリットンは、スタンフォード大学に真空管研究室を新設する動きを支援し、デビッド・パッカードを大学に呼び戻した。
第二次世界大戦中、リットンは通信機器やレーダーに使われるマイクロ波用の真空管の設計と製造に取り組んだ。1941年、リットンは、フィリップ・スコフィールド (Philip Scofield、ラルフ・シャーマンド (Ralph Shermund) とインダストリアル・アンド・コマーシャル・エレクトロニックス (Industrial and Commercial Electronics) と称するパートナーシップを結んだ。 ヴァリアン兄弟は、家族で経営していたヴァリアン・アソシエイツに、リットンが開発したクライストロン真空管の製造機材を備えていた。また、かつてのアマチュア無線仲間であったエイテルとマカラフが創業した、後のエイマックも、リットンの技術を使っていた。
戦後、1947年に、リットン・インダストリーズ (Litton Industries) が法人化され、真空管の製造と、真空管製造に用いる機器の製造をおこなうようになった。同社は急成長し、程なくして東部の大手と競合するようになった。1952年8月3日、リットンはガラス旋盤製造部門を分離し、1953年5月1日には個人事業のリットン・エンジニアリング・ラボラトリーズとした。1953年11月4日には、チャールズ・ベイツ・"テックス"・ソーントンが創設したエレクトロ・ダイナミクス・コーポレーション (Electro Dynamics Corporation) に真空管製造事業を売却した。1954年、エレクトロ・ダイナミクスは、「リットン・インダストリーズ (Litton Industries)」の社名の権利も買収した。同社はその後、多国籍コングロマリットとして成長した。リットンはまた、同年に機械製造事業をカリフォルニア州グラスバレーに新設した施設へ移転させた。リットンはこの際に、友人であったドナルド・ヘアー博士 (Dr. Donald Hare) を説得してグラスバレーへ移り住ませ、ヘアーの会社はグラスバレー・グループとなった。

### 死と残されたもの
リットンは1972年11月に、ネバダ州カーソンシティで死去した。彼の文書類は、カリフォルニア大学バークレー校のバンクロフト図書館に保管されている。リットンの息子たち、チャールズ・ジュニア (Charles Jr.) とラリー (Larry) は、リットン・エンジニアリング・ラボラトリーズ名義により、グラスバレーでガラス旋盤製造事業を継続した。リットンには、5人の孫がいた。